# Йохан II (Олденбург)
Йохан II фон Олденбург (на немски: Johann II von Oldenburg; * ок. 1270; † ок. 1315/1316 в Олденбург) от Дом Олденбург е граф на Олденбург (1275 – 1301/1305).
Той е син на граф Христиан III фон Олденбург († 1285) и съпругата му Юта фон Бентхайм.
Внук е на граф Йохан I фон Олденбург (ок. 1204 – ок. 1270) и графиня Рихца фон Хоя, дъщеря на граф Хайнрих II фон Хоя.
Брат е на Кристиан († 1291/1314) и на Ото I († 1348), архиепископ на Бремен (1344 – 1348).

## Фамилия
Йохан II се жени преди 1294 г. за принцеса Елизабет фон Брауншвайг-Люнебург (* ок. 1270; † пр. 1298), дъщеря на херцог Йохан I фон Брауншвайг-Люнебург (1242 – 1277) и графиня Лиутгард фон Холщайн-Итцехое (1250 – 1289), дъщеря на граф Герхард I фон Холщайн-Итцехое. Те имат децата:
- Христиан IV († ок. 1334), женен за графиня Хедвиг фон Олденбург-Алтбруххаузен
- Йохан III (ок. 1295 – 1344), женен за графиня Мехтилд фон Арнсберг-Бронкхорст (ок. 1300 – 1313)

Йохан II се жени втори път ок. 1298 г. за графиня Хедвиг фон Дипхолц, дъщеря на Конрад I (V) фон Дипхолц и графиня Хедвиг фон Ритберг (* ок. 1280). Те имат децата:
- Конрад I (* ок. 1315; † 1347), женен ок. 1340 г. за Ингебург фон Холщайн (ок. 1320 – ок. 1350)
- Мориц († 1368)
- Гизела († ок. 1350), омъжена за граф Герхард III фон Хоя-Бруххаузен (ок. 1300 – 1383)